# Gefilde (Eisenach)
Das Gefilde ist eine Kleinsiedlung im Osten der Stadt Eisenach im Wartburgkreis in Thüringen.

## Lage

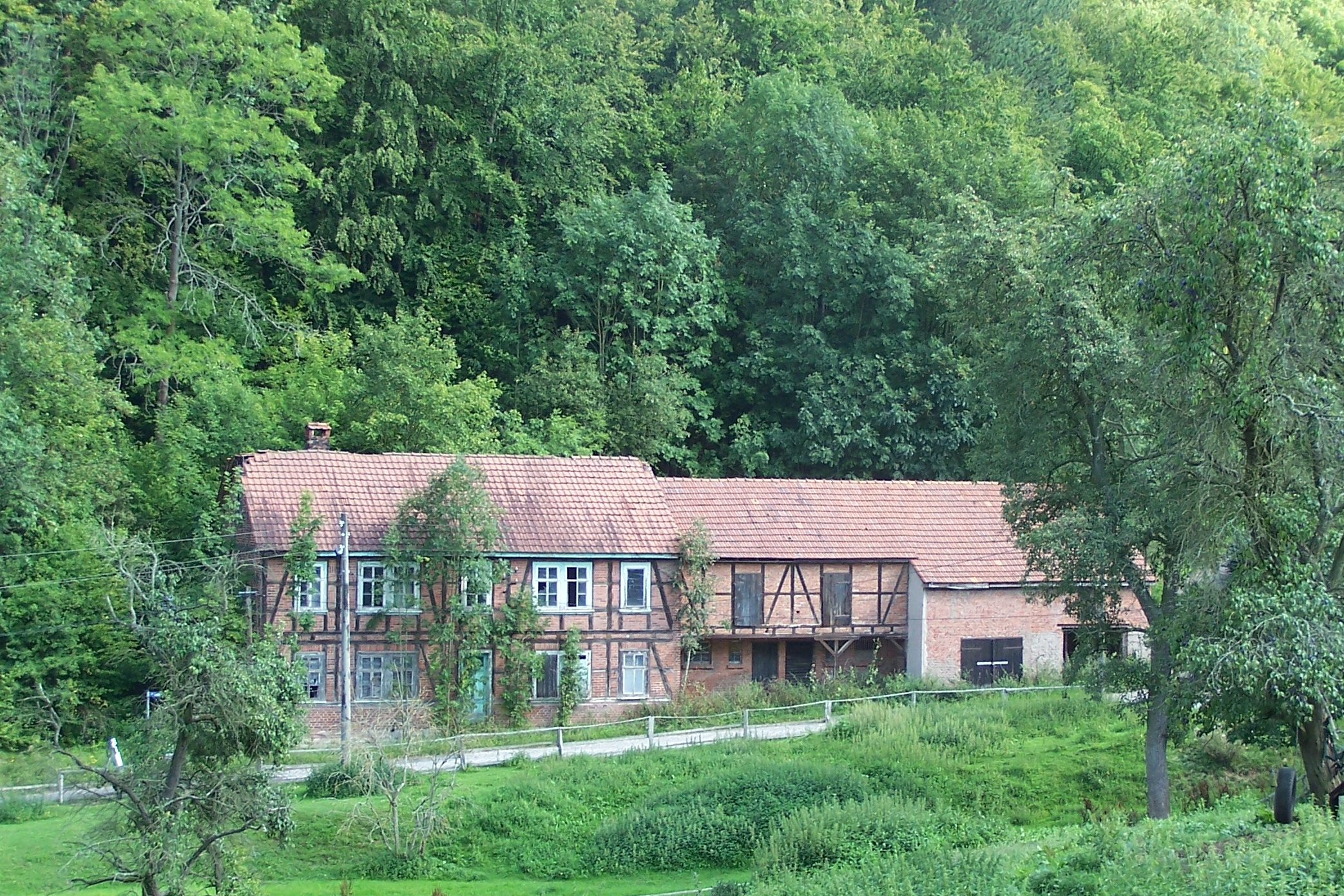
Das 1887 erbaute ehemalige Verwalterhaus des Gutes

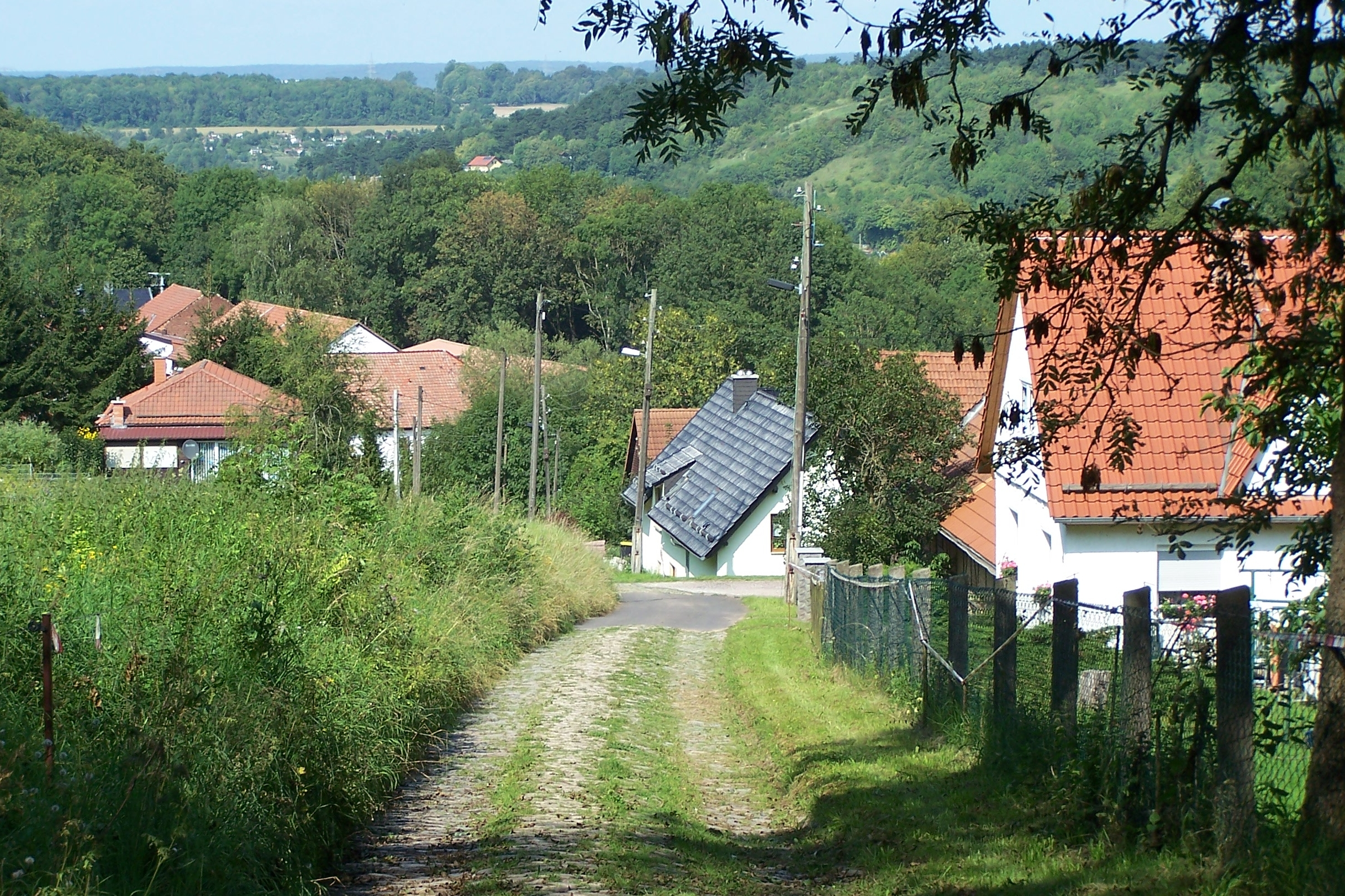
Ansicht von Süden

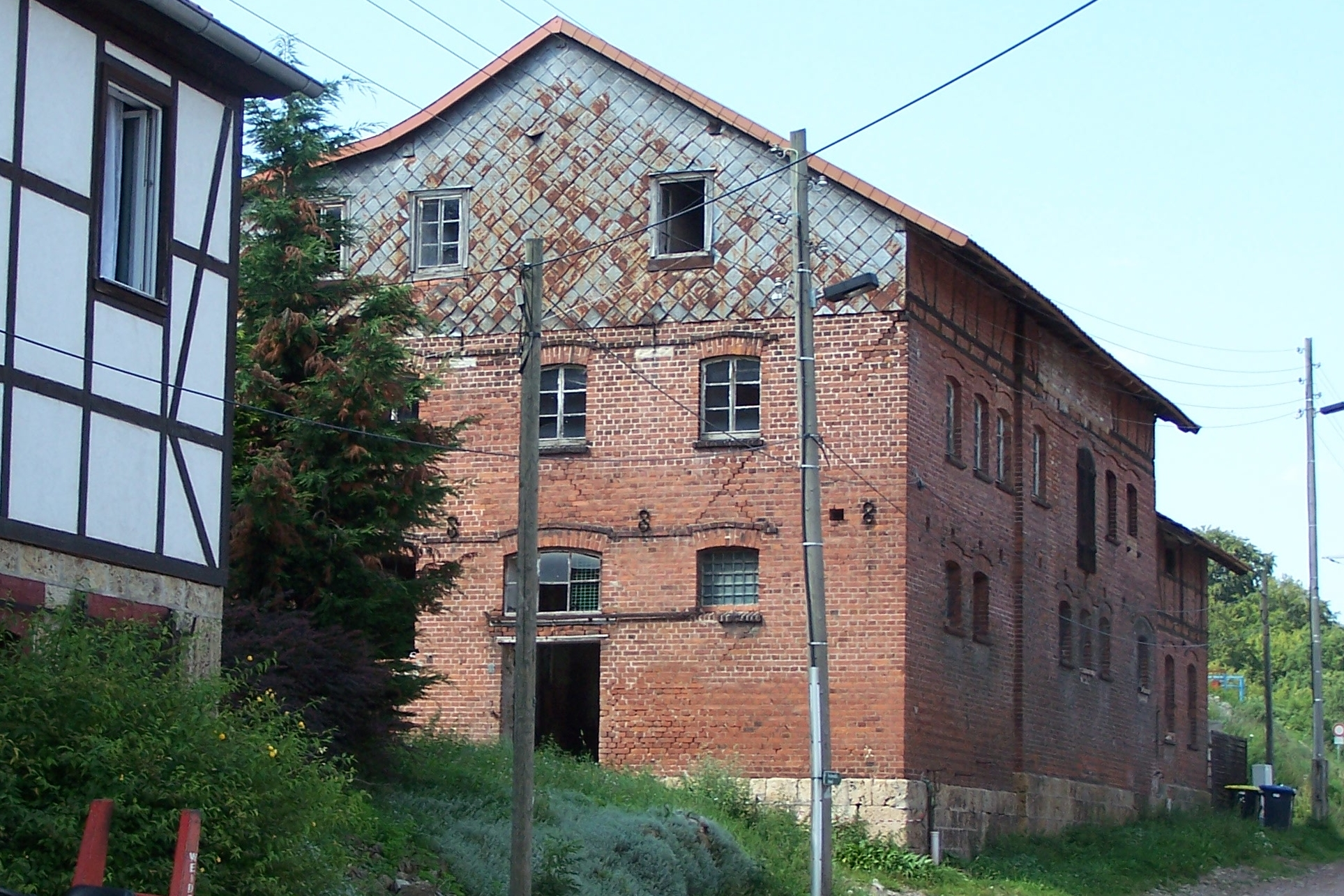
1945 gestattete die Stadtverwaltung vorübergehend den Umbau der Scheunen und Pferdeställe zu Notquartieren und Umsiedlerwohnungen, ein Beleg ist das Haus Gefilde 6.

Das Gut Gefilde liegt 700 Meter östlich des Stadtparks am Osthang der Göpelskuppe in Sichtweite des Burschenschaftsdenkmals. Die geographische Höhe des Ortes beträgt 283 m ü. NN. Erreichbar ist das Gefilde vom nördlich gelegenen Ortsteil Fischbach oder vom Güterbahnhof durch das Hängetal. Das Gefilde zählt planungsrechtlich zur Kernstadt von Eisenach.

## Geschichte
Seit dem 13. Jahrhundert führte ein Abschnitt der Weinstraße, vom Rennsteig an der Hohen Sonne kommend am heutigen Gefilde vorbei zum Nikolaitor der Altstadt von Eisenach. Hohlwege und Flurnamen erinnern an diese Frühzeit.
Die landwirtschaftlichen Nutzflächen des mittelalterlichen Eisenachs waren vom Umfang gering und gründeten auf einen 1283 unterzeichneten Erlass des Thüringer Landgrafen Albrechts, daher war die Vergrößerung der Stadtflur ein ständiges Bedürfnis der Ratsherren. Die Allmende und der fürstliche Waldbesitz vor den Toren der Stadt wurde gegen Gebühren von drei Hutegenossenschaften bewirtschaftet, die den Viehbestand der Stadtbevölkerung zur Weide trieb. Seinen Ursprung soll diese Einteilung noch aus einem Vertrag mit den Eisenacher Klöstern haben. Die östliche Grenze des Hutebezirks der „Claustörschen Hutegenosenschaft“ verlief am heute zu Mosbach gehörenden Kohlberg südöstlich des Rothenhofes.  Innerhalb der Flächen, die beweidet werden durften, war auch „das Gefilde“ – 1767 als Flurname ersterwähnt und wegen der dort befindlichen Quelle ein wichtiger Rastplatz für die Hirten. Die etwa 11.000 Einwohner zählende Stadtbevölkerung Eisenachs hatte im Jahr 1858 einen Viehbestand von 500 Rindern, 1356 Schafen, 1524 Schweinen und 305 Ziegen zu bewirtschaften, Ledererzeugung und Verarbeitung sowie Wurstwaren zählten in dieser Zeit nach der Textilfertigung (Eichel-Steibersche Kammgarnspinnereien und Textilmanufakturen) als bedeutendste Wirtschaftsgrundlage der Stadt. Als um 1860 die kleine „Frauentörsche Hutegenossenschaft“ ihre angestammten Nutzungsrechte auf das Marienthal und die angrenzenden Höhen und Wälder in Gerichtsprozessen verlor, gaben auch die anderen Genossenschaften auf.
Spätestens seit 1837 galt der Gefildehof als Eisenacher Ausflugsziel. In der stadtnahen Senke befand sich seit 1820 ein von einer Eisenacher Schützengesellschaft angelegter Schießplatz. Die als Zeitvertreib organisierten Schützenfeste waren ursprünglich eine militärische Notwendigkeit, um die städtischen Verteidiger im Umgang mit Waffen auszubilden, ab 1818 wurde der Schützenplatz an der Stadtmauer aufgegeben und auf verschiedene Örtlichkeiten am Stadtrand verteilt.
Eigentümer des Gutes war seit 1887 Dr. Georg Bornemann, er ließ das Gut von Landarbeitern bewirtschaften, ein Verwalter bewohnte das an der Zufahrtsstraße gelegene, heute abbruchreife Klinkergebäude. Ab 1917 gehörte das Gefilde neben anderen Flächen am östlichen Stadtrand der von seiner Familie dominierten Grundbesitz-Gesellschaft Eisenach. Die Bornemann-Bank an einem beliebten Wartburg-Blick unweit des Gefildes erinnert an seine Gattin.
Nach der Enteignung des Gutes wurde die Mehrzahl der heute vorhandenen 11 Häuser des Gefildes in den Jahren 1948 bis 1951 als Neubauernsiedlung angelegt. Der ehemalige Gutshof wird seit 1993 als Bauern- und Pferdehof mit Pension genutzt.